# Pierre Le Corre
Pierre Le Corre (* 3. Februar 1990 in Vannes) ist ein französischer Duathlet und Triathlet. Er ist U23-Weltmeister (2013), zweifacher Staatsmeister Triathlon (2014, 2015), zweifacher Olympiastarter (2016, 2024), Europameister auf der olympischen Distanz (2018) und Weltmeister auf der Triathlon-Langdistanz (2022).

## Werdegang
Pierre Le Corre war als Jugendlicher im Schwimmsport aktiv.

Seit 2009 startet er als Profi-Athlet. 2012 wurde Le Corre U23-Europameister Triathlon und bei der Militär-Weltmeisterschaft Triathlon wurde er im August desselben Jahres in der Schweiz Vizeweltmeister.

### U23-Weltmeister Triathlon 2013
2013 wurde er in London U23-Weltmeister Triathlon.
2014 wurde Pierre Le Corre in Nizza Staatsmeister Triathlon und er konnte diesen Titel 2015 erfolgreich verteidigen. Im Mai 2016 wurde er Vizestaatsmeister.
Pierre Le Corre belegte bei den Olympischen Sommerspielen am 18. August 2016 in Rio de Janeiro als zweitbester Franzose hinter Vincent Luis (Rang 7) den 25. Rang. Im Rahmen der Weltmeisterschaft-Rennserie 2016 belegte er nach dem neunten und letzten Rennen (Grand Final) in Mexiko im September den achten Rang.
Im Juni 2017 wurde Le Corre in Düsseldorf Vizeeuropameister auf der Sprintdistanz in der Elite-Klasse hinter dem Portugiesen João José Pereira.

### Europameister Triathlon Kurzdistanz 2018
Im August 2018 wurde der 28-Jährige in Glasgow Triathlon-Europameister auf der olympischen Distanz (1,5 km Schwimmen, 40 km Radfahren und 10 km Laufen) und im französischen Mixed-Team wurde er einen Tag später auch Europameister mit der Staffel. In der Weltmeisterschaftsrennserie 2018 belegte er als zweitbester Franzose hinter seinem Landsmann, dem neuen Vizeweltmeister Vincent Luis den achten Rang.
Bei seinem ersten Start auf der Mitteldistanz wurde er im März 2022 Dritter beim Ironman 70.3 Dubai.

### ITU Weltmeister Triathlon Langdistanz 2022
Im August wurde der 32-Jährige in der Slowakei Weltmeister auf der Triathlon-Langdistanz.

### Olympische Sommerspiele 2024
Im Juli 2024 erreichte der 34-Jährige bei den Olympischen Sommerspielen in Paris im Rennen der Männer den vierten Rang.
In der Jahreswertung der Weltmeisterschaftsrennserie 2024 erreichte er als zweitbester Franzose hinter Léo Bergère (Rang 2) den vierten Rang.
Pierre Le Corre lebt in Montpellier.

## Sportliche Erfolge
| Datum/Jahr    | Rang | Wettbewerb                                           | Austragungsort      | Zeit     | Bemerkung                                                                                |
| ------------- | ---- | ---------------------------------------------------- | ------------------- | -------- | ---------------------------------------------------------------------------------------- |
| 4. Mai 2025   | 6    | Ironman 70.3 Venice-Jesolo                           | Venedig             | 03:33:48 |                                                                                          |
| 20. Okt. 2024 | 5    | ITU World Championship Series 2024                   | Torremolinos        | 01:44:04 | Grand Final, Weltmeisterschaft Kurzdistanz (WTCS)                                        |
| 5. Aug. 2024  | 4    | Olympische Sommerspiele 2024, Mixed Relay            | Paris               | 01:26:47 | in der gemischten Staffel mit Emma Lombardi, Léo Bergère und Cassandre Beaugrand         |
| 31. Juli 2024 | 4    | Olympische Sommerspiele 2024                         | Paris               | 01:43:51 |                                                                                          |
| 14. Juli 2024 | 3    | ITU World Championship Series 2024                   | Hamburg             | 00:50:10 |                                                                                          |
| 23. Sep. 2023 | 3    | ITU World Championship Series 2023                   | Pontevedra          | 01:42:22 | Grand Final                                                                              |
| 29. Juli 2023 | 1    | ITU World Championship Series 2023                   | Sunderland          | 00:54:06 |                                                                                          |
| 8. Okt. 2022  | 34   | ITU World Championship Series 2022                   | Cagliari            | 01:43:25 |                                                                                          |
| 22. Aug. 2022 | 1    | ITU Long Distance Triathlon World Championships      | Šamorín             | 03:11:15 | ITU-Weltmeister auf der Triathlon Langdistanz                                            |
| 3. Juli 2022  | 1    | Ironman 70.3 Les Sables d’Olonne                     | Les Sables-d’Olonne | 03:41:05 |                                                                                          |
| 26. Juni 2022 | 1    | ITU Sprint Triathlon World Championship Mixed Relay  | Montreal            | 01:27:14 | Weltmeisterin im Team – zusammen mit Emma Lombardi, Vincent Luis und Cassandre Beaugrand |
| 14. Mai 2022  | 5    | ITU World Championship Series 2022                   | Yokohama            | 01:44:17 |                                                                                          |
| 5. März 2022  | 3    | Ironman 70.3 Dubai                                   | Dubai               | 03:33:01 |                                                                                          |
| 15. Mai 2021  | 13   | ITU World Championship Series 2021                   | Yokohama            | 01:43:58 |                                                                                          |
| 7. Nov. 2020  | 4    | ITU Triathlon World Cup                              | Valencia            | 00:50:37 | hinter Vincent Luis                                                                      |
| 16. Sep. 2018 | 4    | ITU World Championship Series 2018                   | Gold Coast          | 01:45:01 | im letzten Rennen der Saison                                                             |
| 11. Aug. 2018 | 1    | ETU Triathlon European Championship Mixed Relay      | Glasgow             | 01:15:07 | im Team mit Léonie Périault, Cassandre Beaugrand und Dorian Coninx                       |
| 10. Aug. 2018 | 1    | ETU Triathlon European Championships                 | Glasgow             | 01:47:17 | Europameister auf der olympischen Kurzdistanz                                            |
| 10. Juni 2018 | 4    | ITU World Championship Series 2018                   | Leeds               | 01:46:27 |                                                                                          |
| 3. Sep. 2017  | 2    | FRA Triathlon National Championships CD              | Quiberon            | 00:48:39 | Französischer Triathlon-Vizestaatsmeister                                                |
| 26. Aug. 2017 | 3    | ITU World Championship Series 2017                   | Stockholm           | 01:49:28 |                                                                                          |
| 24. Juni 2017 | 2    | ETU Sprint Distance Triathlon European Championships | Düsseldorf          | 00:57:36 | Vizeeuropameister auf der Sprintdistanz beim T3 Triathlon                                |
| 19. Sep. 2016 | 31   | ITU World Championship Series 2016                   | Cozumel             | 01:50:35 | Grand Final                                                                              |
| 4. Sep. 2016  | 12   | ITU World Championship Series 2016                   | Edmonton            | 00:52:35 |                                                                                          |
| 18. Aug. 2016 | 25   | Olympische Sommerspiele 2016                         | Rio de Janeiro      | 01:48:36 |                                                                                          |
| 3. Juli 2016  | 3    | ITU World Championship Series 2016                   | Stockholm           | 01:51:30 |                                                                                          |
| 22. Mai 2016  | 2    | FRA Sprint Triathlon National Championships          | Dunkerque           |          | Vizestaatsmeister                                                                        |
| 10. Okt. 2015 | 1    | CISM Militärweltspiele Triathlon                     | Pohang              |          | Sieger Militärweltspiele                                                                 |
| 4. Okt. 2015  | 1    | FRA Sprint Triathlon National Championships          | Nizza               | 00:54:27 | Staatsmeister Triathlon                                                                  |
| 12. Okt. 2014 | 1    | ITU Triathlon World Cup                              | Cartagena           |          |                                                                                          |
| 28. Sep. 2014 | 1    | FRA Sprint Triathlon National Championships          | Nizza               | 00:53:00 | Staatsmeister Triathlon                                                                  |
| 29. Sep. 2013 | 2    | FRA Sprint Triathlon National Championships          | Nizza               | 00:56:17 | Vizestaatsmeister                                                                        |
| 12. Sep. 2013 | 1    | ITU Triathlon World Championship U23                 | London              | 01:55:38 | U23-Weltmeister                                                                          |
| 1. Sep. 2012  | 1    | ETU Triathlon European Championship U23              | Aguilas             | 01:48:37 | U23-Europameister Triathlon                                                              |
| 22. Aug. 2012 | 2    | CISM Militär-Weltmeisterschaft Triathlon             | Lausanne            | 01:48:37 | Vizeweltmeister hinter dem Brasilianer Reinaldo Colucci                                  |
| 29. Sep. 2011 | 3    | FRA Triathlon National Championships CD              | Villiers-sur-Loir   | 00:57:01 |                                                                                          |
| 24. Juli 2011 | 1    | CISM Militärweltspiele Triathlon                     | Rio de Janeiro      |          | Sieger Militärweltspiele                                                                 |
| 2. Juli 2009  | 19   | ETU Triathlon European Championship Junior Men       | Rijssen-Holten      | 00:54:19 | Triathlon-Junioren-Europameisterschaft                                                   |

(DNF – Did Not Finish)